# Uppförandekod
En uppförandekod (från engelskans Code of Conduct) är riktlinjer för hur ett företag eller en organisation ska bedriva sin verksamhet på ett etiskt, socialt och eller miljömässigt riktigt sätt. Koden kan vara framtagen av företaget eller organisationen själv, eller av en branschorganisation, ibland under medverkan av externa intressenter. 
En uppförandekod har inte status av lag, förordning eller myndighetsföreskrift, utan är ett frivilligt åtagande. Uppförandekoden finns till för att företaget eller importören ska kunna försäkra sig om att deras produkter är tillverkade under goda arbetsförhållanden och innefattar vanligtvis krav och riktlinjer för arbetsmiljö, förbud mot barnarbete, brandsäkerhet, arbetstider, löner och fackföreningsfrihet.

## Införande av uppförandekoder
Bakgrunden till uppkomsten av uppförandekoder är otillfredsställande arbetsförhållanden för arbetare hos importerande företags leverantörer, i speciellt utvecklingsländer. De första uppförandekoderna inom textil- och klädindustrin tillkom i slutet av 1990-talet då bland annat media uppmärksammat användningen av tvångs- och barnarbete bland svenska företags underleverantörer.
En uppförandekod kan exempelvis innehålla riktlinjer gällande hur underleverantörer ska bedriva sin produktion. Sådana regler är vanliga bland företag som inte själva har några fabriker och därmed ingen direkt kontroll över produktionen.

## Utformning
Till en början såg olika företags uppförandekoder väldigt olika ut men idag är de relativt standardiserade. De baseras oftast på internationella avtal som ILO:s (FN:s fackorgan för arbetsrättsfrågor) åtta kärnkonventioner om mänskliga rättigheter i arbetslivet, FN:s deklaration om mänskliga rättigheter, samt barnkonventionen.
En uppförandekod innehåller ofta dessa krav:
- Rätten till fackföreningsfrihet
- Förbud mot barnarbete och tvångsarbete
- Förbud mot diskriminering
- Försäkran om reglerad arbetstid
- Riktiga anställningskontrakt
- Krav på säker arbetsmiljö
- Krav på korrekta löner

## Kontroll av efterlevnad
Idag har de flesta stora importerande klädföretag och textilföretag en uppförandekod och fokus ligger istället på att se till att den efterlevs i praktiken. Det finns olika strategier för ett företag att säkerställa efterlevnaden av den egna uppförandekoden. Antingen arbetar företaget med egna stickkontroller eller så anlitar man ett externt företag som gör kontrollen. Dessa kontroller kallas vanligtvis "tredjepartsrevisioner".
Många företag har även gått med i olika samarbetsinitiativ för att arbeta med frågorna. En vanlig medlemsorganisation bland svenska klädföretag är Business Social Compliance Initiative, BSCI. BSCI är en europeisk företagsdriven organisation där medlemmarna har en gemensam uppförandekod och gemensamt system för revision. Det finns även så kallade multi-stakeholderinitiativ som är organisationer med både fackföreningar, frivilligorganisationer och företag där man gemensamt arbetar med att göra förbättringar inom arbetsförhållandena. Exempel på multi-stakeholderinitiativ är Fair Labour Association, Fair Wear Foundation och Ethical Trading Initiative.